# Fabian Kahl
Fabian Kahl (* 3. Oktober 1991 in Pößneck) ist ein deutscher Kunst- und Antiquitätenhändler. In der ZDF-Sendereihe Bares für Rares ist Kahl seit Ausstrahlung der ersten Staffel im Jahr 2013 regelmäßig als Händler zu sehen.

## Leben
Fabian Kahl ist ein Sohn des Münz- und Antiquitätenhändlers Holger Kahl und dessen Ehefrau Kerstin. Er wuchs auf einem Umgebinde-Fachwerk-Hof in Oberoppurg auf. Im Jahr 2000 erstand die Familie Kahl das Schloss Brandenstein im thüringischen Ranis und sanierte es aufwendig. Zusammen mit seinem Vater und seinem Bruder Tobias war Fabian Kahl häufig auf Flohmärkten und Auktionen unterwegs.
Nach seinem Realschulabschluss brach Kahl das Fachabitur für Gestaltung und Design ab und wurde als Antiquitätenhändler auf Messen und Trödelmärkten aktiv. Mit 17 Jahren betrieb er, von seinen Eltern unterstützt, für drei Monate ein Antiquitätengeschäft auf dem Berliner Kurfürstendamm.
2012 zog er nach Leipzig. Von 2013 bis 2014 leitete er dort das kurzzeitige Galerie-Projekt für moderne Kunst SansvoiX mit angeschlossener Lounge und Veranstaltungsbühne, die wöchentlich bespielt wurde. In der Galerie waren unter anderem Ausstellungen von Luigi Colani, HR Giger und der Tachelesgruppe Berlin zu sehen. Zum Inventar gehörten zwölf Segmente der Berliner Mauer. Das Projekt scheiterte gemäß Kahl an Gebäudemängeln und am Mietverhältnis. Heute betreibt er zusammen mit seinem Vater und seinem Bruder Antiquitätenhandel auf Schloss Brandenstein.
Auf einem Markt auf dem agra-Gelände in Markkleeberg bei Leipzig wurde Kahl von einem ZDF-Team entdeckt und zu einem Casting eingeladen. Er wurde ausgewählt und tritt seit der ersten Staffel 2013 als Händler in der Sendereihe Bares für Rares auf. Kahl war darauf Gast in Sendungen wie  Willkommen bei Carmen Nebel (2017), ZDF-Fernsehgarten (2017 und 2019), Kölner Treff (2018), Riverboat (2018 und 2022), MDR um 4 (2018), selbstbestimmt! Das Magazin (2018), DAS! (2018 und 2023), NDR Talk Show (2018 und 2023), stern TV (2018), MDR Sputnik (2018), Wer weiß denn sowas? (2019), Willkommen bei Carmen Nebel (2019) Studio3 – Live aus Babelsberg (2022) sowie ZDF-Mittagsmagazin (2023). Kahl spielt Klavier, malt und hat ein Theaterstück und Gedichte geschrieben. 2018 erschien sein Buch Der Schatzsucher, halb Autobiografie, halb Antiquitätenratgeber.
Am Anfang seiner TV-Karriere zeugten Kahls Outfits, Frisuren und Piercings von seinem Faible für die Gothic-Szene, der er sich seit seinem 16. Lebensjahr zugehörig gefühlt hatte, jedoch sah er sich selbst nicht als „Vollblut-Goth“. Der Presse galt er bisweilen als „Paradiesvogel in der Welt der Antiquitätenhändler“. Im September 2018 verabschiedete er sich nach zehn Jahren von seinen langen und oft auffallend gefärbten Haaren und wechselte zum Kurzhaarschnitt. Seit dem 15. Lebensjahr lebt er vegetarisch und ernährt sich nach Möglichkeit vegan. Kahl lebte in Leipzig; 2019 wohnte er kurzzeitig in Köln; seit 2020 lebt er wieder auf Schloss Brandenstein. Anfang 2022 machte Kahl in Südafrika eine Ausbildung als Safari-Guide. Nach einer Reise durch Südafrika, Botswana und Namibia erschien 2023 sein Bildband mit dem Titel Fabian Kahl. Der Antiquitätenhändler, der nach Afrika reiste und sein Herz an die Wildnis verlor. Im selben Jahr verlobte er sich zudem mit seiner Freundin Yvonne.

## Publikationen
- Der Schatzsucher. Eden Books, Berlin 2018, ISBN 978-3-95910-151-6
- Fabian Kahl. Der Antiquitätenhändler, der nach Afrika reiste und sein Herz an die Wildnis verlor. teNeues Verlag, Kempen 2023, ISBN 978-3-96171-506-0